# Parcoblatta divisa
Parcoblatta divisa är en kackerlacksart som först beskrevs av Henri Saussure och Leo Zehntner 1893.  Parcoblatta divisa ingår i släktet Parcoblatta och familjen småkackerlackor. Inga underarter finns listade i Catalogue of Life.